# جوبست من مورافيا
جوبست من مورافيا (التشيكية:Jošt Moravský or Jošt Lucemburský؛ الألمانية:Jo(b)st or Jodokus von Mähren؛ حوالي. 1354 - 18 يناير 1411)؛ هو أحد أفراد أسرة لوكسمبورغ كان مارغريف مورافيا منذ 1375 حتى وفاته، وأيضا أصبح ناخب براندنبورغ ودوق لوكسمبورغ منذ 1388 وأيضا انتخب كـ ملك ألمانيا منذ 1410 حتى وفاته.

## السيرة الذاتية
هو الابن الأكبر لـ يان ييندريش مارغريف مورافيا وزوجته الثانية مارغريت دي أوبافا، ويان ييندريش هو الطفل الخامس والابن الثالث لـ يان (يوحنا) ملك بوهيميا وشقيق الأصغر لـ الإمبراطور كارل الرابع، وأيضا هو ابن خال شارل الخامس ملك فرنسا، وابن عم من البعيد لـ ريتشارد الثاني ملك إنجلترا ولويس الأول ملك المجر وبولندا.
جوبست خلف والده بعد وفاته في 1375 على مرغريفية مورافيا، سرعان ما دخل في صراع مع شقيقه الأصغر بروكوب التي ادعى المرغريفية، وأيضا مع رؤساء أساقفة أولوموتس، وفي 1388 حصل على دوقية لوكسمبورغ كرهن من قبل ابن عمه فنتسل الرابع ملك بوهيميا وملك ألمانيا ابن الإمبراطور الراحل كارل الرابع، وأيضا في نفس العام أصبح الأمير براندنبورغ الناخب بعد تنازل سيغيسموند شقيق الأصغر لفنتسل عنها لتركيز جهود في حكم مملكة المجر، في 1394 انضم جوبست إلى تمرد نبلاء البوهيميين بقيادة بويسك الثاني من بوديبراد ضد ابن عمه فنتسل الذي تم حصاره في قلعة براغ ثم احتجزه من قبل أسرة ستامبرغ النمساوية في فيلدبيرغ، أخيراً تم صنع السلام من قبل أخوته سيغيسموند ويان من غوليتز، ومع ذلك بعد اطلاق سراحه؛ اسرع الملك في طرد جوبست من براغ، وأيضا استطاع توقيع خلافة الميراث المتبادل مع سيغيسموند في 1401 بحيث اعتبروا من كبار العائلة المتبقيين مع أن فنتسل ليس لديه أي وريث في ذاك، وأيضا تم تأكيد هذه الوثيقة مرة أُخرى مع بعضهم.
بعد وفاة الملك روبرشت من بالاتينات في 1410، تم انتخاب جوبست من قبل أربعة أمراء الناخبون من أصل سبعة في 1 أكتوبر، لمعارضة انتخاب ابن عمه سيغيسموند من المجر والذي تم انتخابه من ثلاثة ناخبون في 20 سبتمبر، ومع ذلك حصل جوبست على تأييد كبير من قبل الناخبيين، ومع ذلك توفي بعد ثلاثة أشهر في 18 يناير 1411، تاركاً المجال بعد تنازل الملك فنتسل لاخيه سيغيسموند الذي أصبح ملك بلا منازع، أصبحت مرغريفية براندنبورغ منذ 1415 من ضمن ممتلكات أسرة هوهنتسولرن بعد أن كانت محل نزاع في انتخاب 1410.

## الزواج
تزوج جوبست مرتين ومع ذلك كلتا الزوجتين لم تنجب له الأبناء؛ أولا من إليزابيث من أوبولي ابنة فلاديسلاف أوبولكزيك في 1372، ثم من عمتها أغنيس من أوبولي ابنة بولسلاو (بولكو) الثاني دي أوبولي في 1374.